# Allopachria wangi
Allopachria wangi är en skalbaggsart som beskrevs av Wewalka och Nilsson 1994. Allopachria wangi ingår i släktet Allopachria och familjen dykare. Inga underarter finns listade i Catalogue of Life.